# Peja
Peja (em albanês:  Pejë; em sérvio:  Пећ, transl. Peć; turco: İpek) é uma cidade no oeste de Kosovo, e o centro administrativo do distrito homônimo. O município ocupa uma área de 602 km², incluindo a cidade de Peć e 95 aldeias; é dividido em 28 comunidades territoriais. A partir de 2011, todo o município tinha uma população de cerca de 95.723, dos quais cerca de 60.000 vivem na cidade de Peć.

## Nome
Na Sérvia, Peć significa forno ou caverna e seu nome provavelmente está ligado com as cavernas próximas na Rugova Canyon que serviram como células eremitas para os monges ortodoxos sérvios. Em documentos medievais ragusanos, o nome sérvio da cidade (Peć, iluminado. "Forno") é às vezes traduzido como Forno, ou seja, fornalha em italiano.
A forma definitiva do nome em albanês é Peja e a indefinida é Pejë. Outros nomes da cidade incluem o latim Pescium e Siparantum, o grego Episkion (Επισκιον), o turco otomano ايپك (İpek), o eslavo Petcha, e a forma Pentza, usada antigamente.

## Geografia
A cidade fica perto do cânio de Rugova. O município ocupa uma área de 602 km², incluindo a cidade de Peja e 95 aldeias; que é dividido em 28 comunidades territoriais. A partir de 2011, todo o município tinha uma população de cerca de 95.723, dos quais cerca de 60.000 vivem na cidade de Peć.